# Aurelius Capital Management
Aurelius Capital Management est un fonds spéculatif américain considéré comme un fonds vautour. Installée à New York, cette société de fonds spéculatif est dirigée par Mark Brodsky, un avocat officiellement employé par Elliott Associates et aurait environ 4,3 milliards de dollars d'actifs.
Aurelius a été impliqué dans la restructuration de la dette argentine, de Dubai World et Tribune Company puis en octobre 2013 dans celle de The Co-operative Bank.

## Dette argentine
Après négociation, 93 % des créanciers privés ont consenti en 2005 et 2010 à une remise de dette, mais les fonds spéculatifs, représentant 7 %, ont refusé tout accord et privilégié l'option judiciaire pour réclamer 100 % de la valeur nominale de bons qu’ils avaient achetés à bas prix.
En 2011, le fonds de couverture a été accusé d'avoir utilisé des informations confidentielles acquises dans le cadre de l'affaire de faillite du WaMu pour négocier ses titres. Le lieutenant de la compagnie, Dan Gropper, a nié ces accusations, affirmant qu'Aurelius avait dépensé 150 000 dollars pour l'insonorisation de son bureau afin que personne ne puisse entendre ses conversations.
En octobre 2013, Aurelius Capital Management tente de forcer le gouvernement de l'Argentine à payer 1,33 milliard de dollars, après la restructuration de la dette argentine (en) en 2010, augmenté des intérêts courus sur les obligations non restructurées.
Après avoir refusé toute négociation avec le gouvernement argentin, Aurelius saisi la justice pour obtenir le remboursement de ses titres à leur valeur initiale et empocher la plus-value.
Le 16 juin 2014, la Cour suprême des États-Unis donne gain de cause à NML Capital Limited et Aurelius Management qui réclament le remboursement de la dette à sa valeur initiale. Ces deux fonds spéculatifs ont racheté de la dette du pays à prix cassés, pour 1,33 milliard de dollars, augmenté des intérêts courus sur les obligations non restructurées.
L'Argentine accepte d'honorer ses dettes, mais refuse d'appliquer un jugement américain contraignant le pays à payer plus d'un milliard de dollars aux deux fonds spéculatifs afin de ne pas créer un nouveau défaut de paiement,,.
Aurelius Capital Management a poursuivi Windstream Holdings, accusant la société de télécommunication d'une restructuration de l'entreprise de 2015 qui violait une convention relative à un contrat d'obligation. En février 2019, un juge fédéral a ordonné à Windstream de payer à Aurelius 300 millions de dollars, le montant des obligations de la société qu’il détenait. Après avoir perdu le procès, Windstream Holdings a déposé le chapitre 11 en faillite.